# Памятник самолёту Ту-114 (Домодедово)
Па́мятник самолёту Ту-114 — достопримечательность и «визитная карточка» московского аэропорта Домодедово, существовавшая в 1977 — 2006 годах.
Памятник уничтожен 28 июля — 5 августа 2006 года.

## Описание памятника
Представлял собой образец советского турбовинтового дальнемагистрального пассажирского самолёта Ту-114 с регистрационным номером СССР-76464 (заводской №98413), один из 31 построенного экземпляра (один из 4-х сохранившихся на 2006 г.).
Данный образец эксплуатировался с августа 1959 года, вначале при заводе №18 (КуАЗ), в нуждах государственного комитета (ГК СМ СССР) по авиационной технике, затем 1 июня 1961 года поступил в Московское управление транспортной авиации ГВФ (Внуковский объединённый авиаотряд), где ему (30 июня 1961 года) был присвоен бортовой номер СССР-76464. 
1 августа 1966 года самолёт был передан в Шереметьевский объединённый авиаотряд. С 1967 года совместно эксплуатировался с авиакомпанией Японские авиалинии (JAL) для полётов между Японией и Западной Европой, с нанесённым логотипом Японских авиалиний (JAL) и салоном на 105 пассажирских мест. Первый пассажирский рейс Москва — Токио лайнер совершил 17 апреля 1967 года. 
9 августа 1969 года самолёт передан в Московское транспортное управление гражданской авиации (МТУ ГА), в Домодедовский объединённый авиаотряд. При передаче был переоборудован в стандартную схему с салоном на 200 пассажирских мест. В 1975 году был окрашен в новую цветовую схему Аэрофлота образца 1974 года.
Списан лайнер 20 июля 1976 года по отработке назначенного ресурса. В августе 1977 года установлен в качестве авиапамятника на привокзальной площади аэропорта Домодедово, напротив пассажирского терминала.
В 1979 году самолёт был запечатлён в одной из сцен кинофильма «Экипаж».
Разрезан 28—29 июля и утилизирован 5 августа 2006 года из-за строительства автостоянки в аэропорту Домодедово.
| На постаменте авиапамятника имелась аннотационная таблица с текстом: «ПЕРВЫЙ В МИРЕ МЕЖКОНТИНЕНТАЛЬНЫЙ ПАССАЖИРСКИЙ САМОЛЁТ АЭРОФЛОТА 21 мая 1959 года в Аэрофлоте начались регулярные беспосадочные полёты из Москвы в Хабаровск на Ту-114. С 1963 года установлен воздушный мост Москва—Гавана. Совершались полёты в Нью-Йорк, Вашингтон, Дели, Токио, Монреаль, Аккру и на дальних трассах нашей Родины. Самолёт создан коллективом ОКБ А.Н.Туполева. Первыми освоили самолёт лётчики гражданской авиации: А.К.Витковский, К.П.Сапёлкин, П.В.Солдатов, В.С.Учайкин, В.А.Филонов, Х.Н.Цховребов, Н.М.Шапкин, С.Д.Метёлкин, В.И.Тонушкин, Г.И.Коробко, Н.Ф.Носов, Н.В.Кузнецов, Б.А.Хлыновский, А.И.Яникин, П.И.Сухарев и др.» |
| Ныне эта таблица находится на хранении в музее аэропорта Домодедово. |

## История
В августе 1977 года, в честь трудовой доблести авиаспециалистов и в связи с 20-летием первого полёта самого большого пассажирского самолёта в мире Ту-114, выполненного 15 ноября 1957 года экипажем лётчика-испытателя А. П. Якимова, на привокзальной площади аэропорта Домодедово, был установлен на вечную стоянку один из экземпляров самолёта Ту-114 с регистрационным номером СССР-76464 (заводской №98413).
В течение почти 30 лет лайнер встречал и провожал пассажиров Домодедова, став своего рода визитной карточкой этого московского аэропорта.
В 2006 году, новым генпланом развития аэропорта, занимаемое самолётом место было отведено под строительство автостоянки. Ту-114 должен был быть демонтирован.
Чтобы избежать негативной огласки и противодействия со стороны авиационной общественности, администрация управляющей аэропортом компании «Ист Лайн» заявляла, что «самолёт-памятник не планируется утилизировать». «В связи с реконструкцией и расширением аэропорта планируется отреставрировать Ту-114 и перенести на другое место».
Однако после того как экспертная комиссия, изучив состояние Ту-114, признала его «крайне ветхим, не подлежащим восстановлению и потенциально опасным для посетителей монумента», директор департамента внешних связей группы «Ист Лайн» Анна Краснова отметила: «Ту-114 стал одной из визитных карточек аэропорта и, безусловно, решение о демонтаже самолёта было для нас нелегким», «Привокзальная площадь аэропорта — очень известное место, популярное среди любителей авиации, пассажиров и сотрудников аэропорта. К сожалению, отреставрировать именно этот самолёт было невозможно, передвигать на другое место — небезопасно».
Операция по порезке авиапамятника началась 28 июля 2006 года, закончилась 29 июля. 5 августа 2006 года самолёт по частям был вывезен с территории аэропорта и утилизирован.